# Caridonax
Caridonax is een geslacht van vogels uit de familie ijsvogels (Alcedinidae).

## Soorten
Het geslacht kent de volgende soort:
- Caridonax fulgidus – Blauw-witte ijsvogel